# Bernat de Viena
Bernat de Viena o Bernat de Romans (Lió, vers 780-Rumans d'Isèra, 841) fou un arquebisbe de Viena del Delfinat que va esdevenir sant cristià, celebrat el 22 o 23 de gener.

## Biografia
Bernat va néixer el 778 a Izernore (l'antiga Izarnodurum), no lluny de Nantua, d'una família noble i poderosa, de la qual fou el més jove dels fills.
El seu pare, nomenat Heliard, l'envià des de l'edat de deu anys a un col·legi de sacerdots on va estar alguns anys abans de ser cridat pels seus pares després de la mort de tots els seus germans. Molt pietós, els seus pares el trobaven gairebé contínuament pregant i aïllat del món. Aquesta conducta li va atreure el descontentament del seu pare que li va dir: "A Déu no agrada, fill meu, que jo culpi a la devoció que sembla que heu abraçat; però reflexiona que la virtut d'un home ha de ser diferent de la d'un solitari, i que es poden omplir els deures del món sense violar els del cristianisme: per tant, us veig sovint somiador i com un home que medita algun projecte; vigileu perquè si vosaltres deshonreu el meu nom, el vostre pare esdevindrà el vostre perseguidor". Arribat a l'edat de divuit anys, i per temptar de fer-lo renunciar als seus projectes, van pensar de fer-lo casar amb una noia d'una rica família i formar-lo a l'ofici de les armes.
Integrat a l'exèrcit de Carlemany el 797 va trobar en la disciplina militar un rigor que li convenia i va prendre part a les campanyes d'annexió de la Frísia Oriental en qualitat d'oficial i es distingirà per la seva valentia. El 798 acompanyà al monarca a Aix-la-Chapelle i a continuació va reprendre la campanya militar contra els saxons mostrant sempre tant de valors en els combats que sensatesa en els seus consells el que li va atreure l'estima dels altres oficials. És en aquests anys va perdre als seus pares el que el va decidir a retornar a casa seva. Es va decidir a separar-se dels seus béns en benefici dels pobres i d'abandonar la seva esposa i els seus fills no sense deixar-los els medis de viure amb facilitat.
Bernat va decidir el 803 crear un hospici i de dotar-lo d'ingressos confortables i a continuació retirar-se al Baix Bugey per restaurar l'abadia de Nostra Senyora d'Ambronay. Penedit d'haver deixat els seus fills va fer construir una casa anomenada la "capella de sant Bernat" al lloc-dit "les set fonts" destinada a rebre'ls així com als visitants que feien camí. Passa els primers anys a Ambronay en retir i en precs abans de ser elegit al càrrec d'abat d'aquest monestir. A trenta-dos anys, el 810, i contra la seva voluntat, va succeir a Wolfer al capdavant del bisbat de Viena, per la insistència del papa Lleó III que li va enviar a l'abat Gregori amb una carta que acabava així: "...Que si amb aquesta carta no n'hi ha pas prou per sotmetre-us, tindrem com una injuria feta al sant pare la desobediència que mostrareu al nostre car germà Gregori que enviem en qualitat de llegat". Aquesta carta incita doncs Bernat a abandonar la calma del seu monestir per marxar servir la diòcesi de Viena en qualitat de bisbe.
Al curs del seu episcopat fou un ardent partidari de l'afegiment del filioque en el símbol de la fe i prengué partit en els conflictes que van oposar als nets de Carlemany, el que l'obligà a l'exili.
Va fer construir el 838 una abadia benedictina a la vora del riu Isère, prop d'un gué molt freqüentat nomenat "camp de Conquar" i la va dedicar a Sant Pere i Sant Pau. Al voltant d'aquest monestir, que prendrà el seu propi nom al segle XIII (Col·legial de Sant Bernat), es desenvolupa ràpidament una ciutat llavors rica i pròspera: Romans-sur-Isère. Bernat hi va morir el 22 del 841. Serà canonitzat l'any 944. El papa Pius X va confirmar el seu culte.